# Ari Lemmke
Ari Lemmke (nascido em 12 de dezembro de 1963) foi a pessoa que deu ao Linux este nome.
Linus Torvalds havia planejado chamar seu projeto de "Linux", porém descartou a ideia por considerá-la egoísta. No início, chamava o kernel de "Freax", uma combinação de free ("livre" em inglês), freak ("estranho" em inglês) e a letra X como indicativo de um sistema tipo unix. Ari o encorajou a enviá-lo para uma rede para que pudesse ser baixado facilmente. No entanto, Ari, não estando contente com o nome Freax, deu a Linus um diretório chamado linux (contração para "Linus's Unix" - "o Unix de Linus") no seu servidor FTP (ftp://ftp.funet.fi/) em setembro de 1991.
Em abril de 1992, o grupo de notícias comp.os.linux foi proposto e iniciado por Ari Lemmke, substituindo o alt.os.linux, iniciado em janeiro do mesmo ano.